# Mordellistena abrupta
Mordellistena abrupta là một loài bọ cánh cứng trong họ Mordellidae. Loài này được Ray miêu tả khoa học năm 1944.